# Johannes Wohlrab
Johannes Wohlrab (* 11. Mai 1986 in Wetzlar) ist ein deutscher Handballtrainer.

## Karriere
Johannes Wohlrab spielte zunächst selbst für die HSG Kleenheim in der Oberliga, musste jedoch mit 27 Jahren seine Spielerkarriere verletzungsbedingt beenden. Darauf wurde er Trainer der Mannschaft, wobei er in der ersten Saison ein Gespann mit Walter Don bildete. Im Sommer 2018 kam er als Co-Trainer zum Zweitligisten TV Hüttenberg. Im ersten Jahr unter Emir Kurtagic und darauf dann unter Frederick Griesbach. Nachdem Griesbach im November 2020 freigestellt wurde, übernahm er das Traineramt zunächst interimsweise und kurz darauf dann fest. 2023 wechselte er zu den Eulen Ludwigshafen.

## Privates
Johannes Wohlrab ist gelernter Berufsschullehrer.